# Schönrain am Main

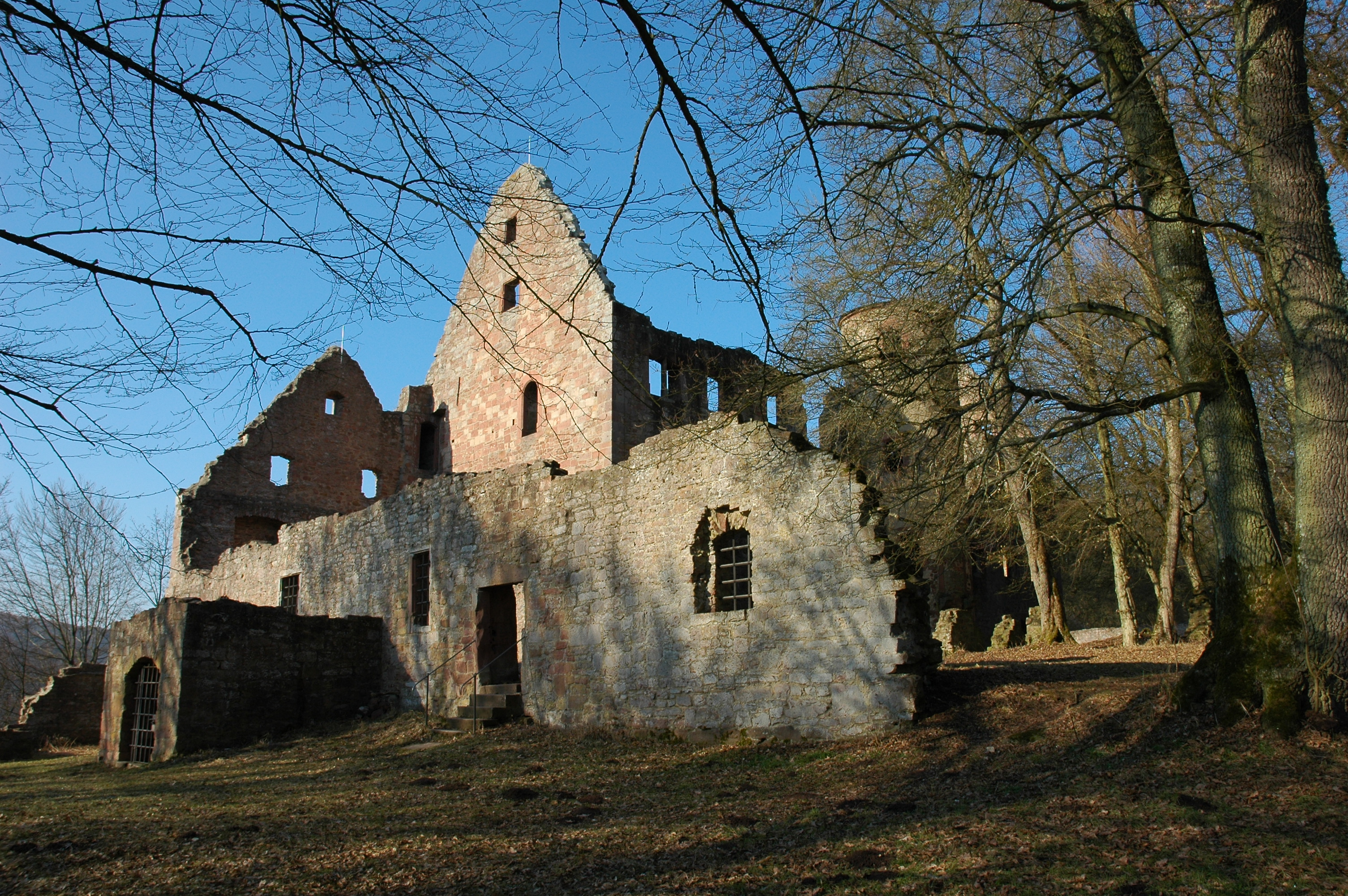
Blick von Süd-Osten auf die Ruine Schönrain mit dem noch aus Hirsauer Zeit stammenden Teil.

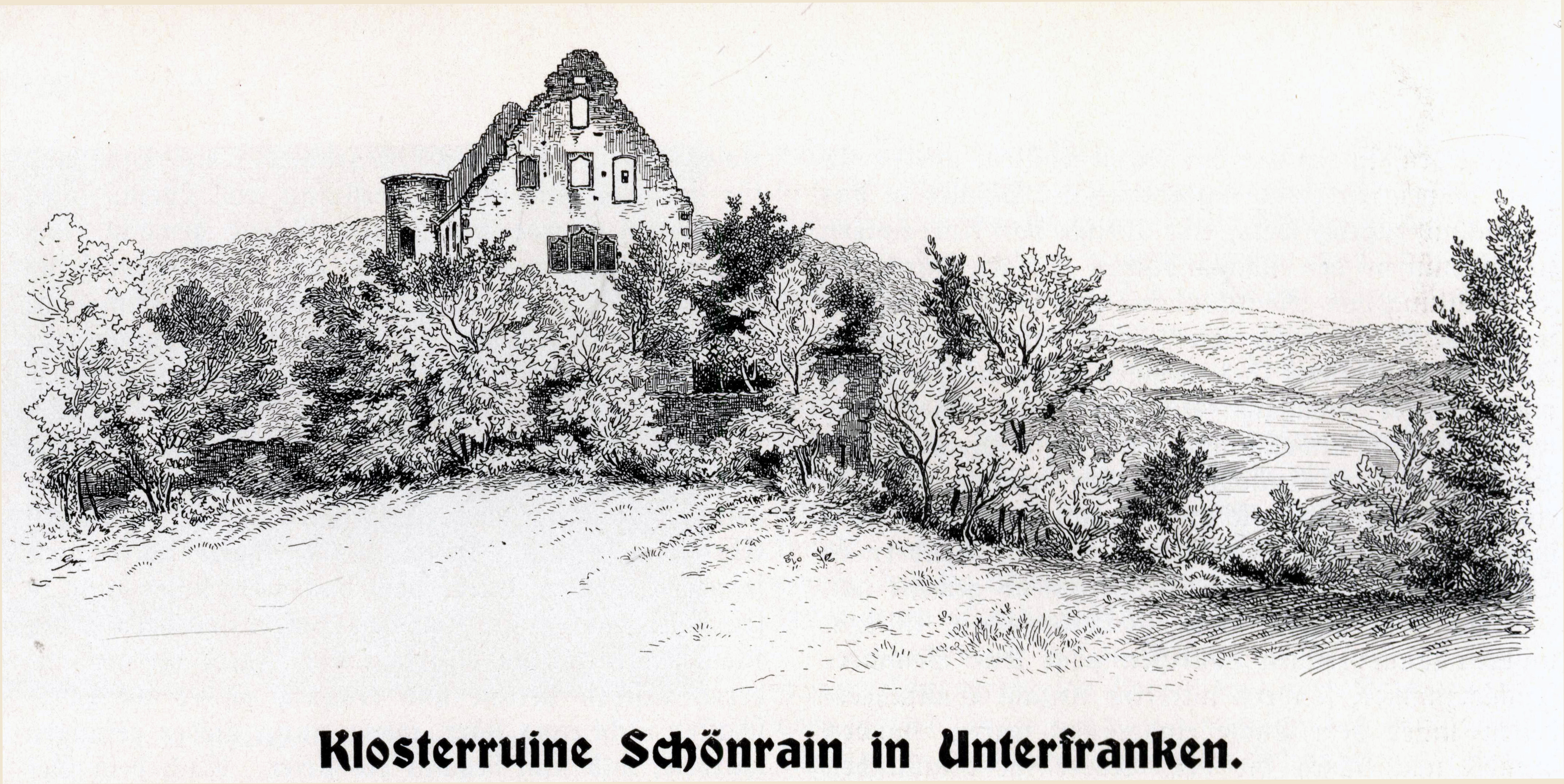
Klosterruine Schönrain um 1900 (Federzeichnung K. Mörschell)

Schönrain am Main wurde um 1080 als Benediktinerkloster gegründet, im Deutschen Bauernkrieg 1525 teilweise zerstört und von den Grafen von Rieneck als Wohnschloss wieder aufgebaut. Nach dem Tod der letzten Gräfin (1574) diente Schönrain als heimgefallenes Lehen dem Bistum Würzburg bis Anfang des 19. Jahrhunderts als Unterkunft der eingesetzten Forstverwalter. Nach dem Sieg Napoleons über Österreich, dem Ende des Heiligen Römischen Reichs deutscher Nation und dem damit verbundenen Anschluss der fränkischen Gebiete an das neu geschaffene Königreich Bayern (1806), wurde auch Schönrain nicht von der Säkularisation verschont.
Die Ruine wird vom Schönraintunnel unterquert, liegt oberhalb des Mains und gegenüber von Neuendorf auf dem südwestlichsten Ende der Gemarkung der Stadt Gemünden am Main, im unterfränkischen Landkreis Main-Spessart in Bayern. Direkt an der Ruine verläuft der Fränkische Marienweg.

## Die Geschichte des ehemaligen Hirsauer Priorats

### Die Schenkung des Schönrains
Erst nach der Jahrtausendwende lichtet sich das Dunkel über der Geschichte Schönrains. Inmitten des Investiturstreits zwischen Kaiser Heinrich IV. und Papst Gregor VII. (Gang nach Canossa) schenkten die Ludowinger-Grafen Ludwig der Springer und Berengar von Sangerhausen den Schönrain mit zwei Mühlen samt Zubehör sowie ihr Gut zu Wiesenfeld dem Abt Wilhelm von Hirsau (Abt von 1071 bis  5. Juli 1091, gestorben in Hirsau). Die Voraussetzungen, die zur Stiftung von Kloster Schönrain führten, machten es möglich, in den gräflichen Brüdern Ludwig und Berengar die ersten Vertreter des ostsächsisch-thüringischen Adels zu erkennen, deren Verbindung zu Wilhelm von Hirsau durch Quellenaussagen erschließbar wurde. Die Beziehungen waren so gut, dass die beiden Grafen den Hirsauer Abt mit der Einrichtung eines mit ihrem mainfränkischen Besitz fundierten Klosters zum Seelenheil ihrer Vorfahren betrauten. Bald darauf sollte sich das Verhältnis Ludwigs zur Hirsauer Reform noch enger gestalten, denn wenig später gründete der Graf um 1085 das Kloster Reinhardsbrunn bei Friedrichroda, welches das eigentliche Hauskloster seines Geschlechts wurde.

### Kloster Schönrain, Vorposten der Cluniazensischen Reformbewegung
Abt Wilhelm, der Initiator der Hirsauer Reform, bezog im Investiturstreit eindeutig Position zu Gunsten des Papstes – wie auch Graf Ludwig der Springer, Mitglied der allgemeinen sächsisch-thüringischen Fürstenopposition.
Das Kloster Hirsau hatte sich im 11. Jahrhundert unter Abt Wilhelm der von dem burgundischen Benediktinerkloster Cluny ausgehenden Reformbewegung angeschlossen und wurde eines der bedeutendsten deutschen Klöster im Hochmittelalter.
Die Klosterreform löste eine kleine Massenbewegung aus. Schließlich mündete die Reformbewegung in zahlreichen Neugründungen und Übernahmen anderer Klöster:
- Klosterreichenbach im Murgtal 1082,
- St. Georgen im Schwarzwald 1084,
- Zwiefalten auf der Schwäbischen Alb 1089,
- Fischbachau am Schliersee 1090,
- St. Paul im Kärntener Lavanttal 1091,
- St. Peter in Rosazzo in Friaul,
- Alpirsbach im Schwarzwald 1095,
- Kloster Berge bei Magdeburg 1099

und andere.
So entstand gegen Ende des elften Jahrhunderts auch mitten im kaisertreuen Franken ein weiterer Vorposten der Cluniazensischen Reformbewegung, Kloster Schönrain, dessen Funktion besonders einer Verbindung der süddeutschen mit den norddeutschen Gregorianern gedient haben mag.

### Kirche und Klosteranlagen des Hirsauer Priorats
Die Fertigstellung der Klosteranlagen dauerte mindestens zehn bis fünfzehn Jahre. Praktisch gibt es außer einem seinerzeit vom Geschichtsverein Lohr freigelegten und fotografierten Vierungs-Pfeilerrest (Basis) und der Säule samt Kapitellen und Schachbrettfries keinerlei Anhaltspunkte. Man ist also auf stilkritische Vergleiche und Berechnungen auf Grund der Säulenhöhe angewiesen. Vermutlich handelte es sich um eine flachgedeckte dreischiffige Säulenbasilika.

### Das Rätsel der Schönrainer Klosterkirche
Der typische Grundriss der Hirsauer Kirchenanlagen, die dreischiffige Basilika mit östlichem Querschiff, wurde unter geschickter Anpassung an die örtlichen Verhältnisse mitunter in mannigfacher Weise verändert. Gerade in Bayern wurde vielfach von dem üblichen Bauschema abgewichen, indem nach dem Muster Reichenbachs auf das Querschiff verzichtet wurde. Sowohl in den Hirsauer Prioraten Reichenbach und Mönchsrot scheint die Kirche überhaupt auf ein einziges Schiff beschränkt gewesen zu sein.
Bei der bescheidenen Ausstattung der Hirsauer Cella Schönrain mit Gütern und Einkünften, die zudem großenteils auf entlegenem Streubesitz beruhte, liegt die Vermutung nahe, dass die Kirche auch nur mit einem Schiff ausgeführt und das Querschiff weggelassen wurde.
Aus den Quellen gibt es allerdings triftige Anhaltspunkte, die dieser Annahme widersprechen und einen dreischiffigen Grundriss mit dreiapsidialem Chorschluss nahelegen. Selbst mit einem Querschiff muss gerechnet werden. Die Lösung dieses Rätsels ist für die kunstgeschichtliche Forschung von überörtlicher Bedeutung.
Zwei Argumente aus der Überlieferung lassen die vorstehende Auffassung begründet erscheinen:
Dafür spricht hauptsächlich die ungewöhnlich lange Bauzeit des Klosters, die sich von 1085 (spätestens) bis 1139, also über ein halbes Jahrhundert hinzog. Der in den Hirsauer Annalen überlieferte Bericht des hochgelehrten Abtes Johannes Trithemius (1462–1516), der im letzten Jahrzehnt seines Lebens als Abt des Würzburger Schottenklosters wirkte, verdient volle Glaubwürdigkeit. Die persönlich gefärbte Beschreibung der Lage Schönrains lässt darauf schließen, dass Trithemius das Priorat und sein Archiv aus eigener Anschauung kannte; mit drei Schönrainer Prioren dürfte er persönlich bekannt gewesen sein. Der erste Schönrainer Prior hieß Adelhelm, wie seine Notiz aus dem Jahre 1085 überliefert. Ein großer Teil der Kirche wurde bereits unter Wilhelms Nachfolger, Gebhard (1091–1105) auf dessen besonderes Betreiben fertiggestellt, wahrscheinlich nach Wilhelms Plänen. Zu dessen Lebzeiten waren die Kräfte des Mutterklosters durch die Vollendung von St. Peter und Paul (1091) in Anspruch genommen, erst seit 1091 konnte die Hirsauer Bauhütte durch Abordnung einer größeren Anzahl von Konversen nach Schönrain verstärkt werden.

### Drei Altäre – drei Schiffe?
Der zweite Anhaltspunkt für die Annahme einer dreischiffigen Kirchenanlage ist die Überlieferung aus Urkunden, Zinsregistern und den Totenroteln des österreichischen Klosters Admont (von 1477 und 1495), das mit Schönrain und einer großen Anzahl anderer Klöster seit 1458 im Verband der Bursfelder Kongregation zusammengeschlossen war. Aufgrund der Zwistigkeiten mit dem Hochstift Würzburg gewann die Bursfelder Kongregation keinen Einfluss auf die Benediktinerabtei Neustadt am Main. Daraus ergibt sich, dass die Schönrainer Klosterkirche drei Altäre aufzuweisen hatte: Zu Ehren der Ortspatrone St. Johannes Evangelista und der Gottesmutter Maria, des heiligen Laurentius, dem als Kirchenpatron vermutlich der Hauptaltar gewidmet war, sowie des heiligen Nikolaus. Durch die Ortspatrone wurde übrigens eine enge Beziehung zu Cluny betont, dessen Klosterkirche ebenfalls einen Altar für diese beiden Heiligen besaß.
1139 stellte Bischof Embricho von Würzburg für das Kloster Schönrain am Main eine Schutzurkunde aus, in welcher folgender, mit der Gründung des Klosters in Verbindung stehender Vorgang festgehalten wurde: Zur Zeit Heinrichs IV. und des Bischofs Adalberos von Würzburg übertragen Graf Ludwig und sein Bruder Berengar den Ort Schönrain mit zwei Mühlen und anderen Pertinentien und das praedium, das sie in Wiesenfeld besitzen, dem Abt Wilhelm von Hirsau unter der Bedingung, dort eine monastische Institution zu begründen. Wilhelm nahm dieses Vorhaben in Angriff, das durch seine Nachfolger vollendet wurde.

### Die Grafen von Rieneck
Die Ludowinger entstanden aus einer Seitenlinie der später so genannten Grafen von Rieneck. Die (späteren) Rienecker waren Burggrafen von Mainz, ein Geschlecht, das im Raum um Lohr beheimatet war; Schönrain gehörte somit schon lange zu ihren Besitztümern. Mit Gerhard I. (von Rieneck) starben diese in männlicher Linie 1108 aus. Seine einzige Tochter heiratete den Grafen Arnold von Looz (1101–1139). Dieser erbte den gesamten Besitz der Rienecker und übernahm um 1156/57 die Bezeichnung von Rieneck für die fränkischen Besitzungen des Geschlechts.
Die Mainzer Burggrafschaft und die Erzstiftsvogtei gelangten 1106/08 ebenfalls an die Grafen von Looz in Brabant, wurden institutionell wahrscheinlich durch Erzbischof Adalbert I. († 1137) getrennt und später infolge der Entvogtung wertgemindert. Die Grafensippe verzweigte sich gegen Ende des 12. Jahrhunderts in die Linien Looz (bis 1336) und Rieneck (bis 1559), deren Hauptburg die 1179 erstmals genannte Burg Rieneck (Kreis Gemünden) an der Sinn war; Residenzstadt war Lohr am Main. Ihre Grafschaft umfasste Reichslehen und Allodialgut, konnte sich jedoch zwischen den Herrschaftsbereichen von Mainz, Würzburg und Fulda nicht ausdehnen.
Nach der Mitte des 12. Jahrhunderts nutzten die Grafen von Rieneck als Schirmvögte des Klosters das Priorat Schönrain zur Erweiterung ihres Herrschaftsbereichs, um ihre Position gegenüber dem Hochstift Würzburg zu stärken. Der Burggrafentitel der Rienecker verschwand ab 1221, den Streubesitz an Rhein und Nahe hatte man schon zuvor aufgegeben. In Nutzung von Vogteirechten des Stiftes Aschaffenburg wurden Rodungen im Ostspessart durchgeführt, das Vordringen in das Zentrum des Waldlandes scheiterte jedoch am Widerstand Erzbischofs Werner von Eppstein († 1284). Östlich des Mains blieb das Hochstift Würzburg Vormacht. Vor 1243 erweiterten die Rienecker das mit fünf bis zehn Mönchen besetzte Kloster mit Befestigungsanlagen. Wenig später mussten sie jedoch im Streit mit dem Würzburger Bischof einlenken und die errichteten Befestigungen wieder beseitigen.
Der unbebaute Landbesitz rund um das Kloster wurde 1319 von Hirsau an die Rienecker verkauft (43 Jahre später wieder zurückerworben).

### Prior Basellius
1511 und 1512 amtierte Nikolaus Basellius als Prior in der Hirsauer Filiale Schönrain. Der Benediktiner war ein Schüler von Johannes Trithemius und verfasste bzw. publizierte verschiedene Schriften. Sein bekanntestes Werk ist die Fortsetzung der unveröffentlichten Weltchronik des Tübinger Universitätsrektors Johannes Nauclerus († 1510), von 1501 bis 1515. Nikolaus Basellius redigierte die von ihm fortgesetzte Chronik und veröffentlichte sie 1516 als Gesamtwerk. Johannes Reuchlin schrieb das Vorwort. Auch an den Hirsauer Annalen von Johannes Trithemius hatte Basellius entscheidenden Anteil.

### Nach Bauernkrieg und Brandschatzung: Der Neubeginn
Während der Plünderung im Bauernkrieg 1525 brannte das Kloster teilweise nieder, die Mönche flüchteten zurück nach Hirsau. Schutzvogt Graf Philipp III. von Rieneck nutzte die Gelegenheit zum günstigen Erwerb des klösterlichen Besitztums. Nach der Säkularisation von Hirsau und seinem Übertritt zur Lehre Luthers ließ Graf Philipp die Klosterkirche vertragswidrig niederreißen und an deren Stelle ein aufwendiges Verwaltungs- und Wohngebäude errichten.
Die zeitliche Verzögerung zwischen dem Erwerb Schönrains (März 1526) und dem Baubeginn (Fertigstellung 1556) ist wahrscheinlich auf das Bestreben des Würzburger Bischofs Julius Echter zurückzuführen, der mit seinem Einspruch beim Papst den Übergabevertrag zwischen Hirsau und Philipp III. anfechten wollte. Die Angelegenheit wurde an das Reichskammergericht übertragen.
Das Wohnschloss wurde 1556 fertiggestellt. Schon drei Jahre später allerdings starb Philipp als Letzter seines Geschlechts, er „nahm Helm und Schild mit sich zu Grabe“ und hinterließ seiner Gemahlin Margareta Schönrain als Witwensitz. Margareta starb fünfzehn Jahre später.
Den Besitz der Rienecker mit dem Würzburger Lehen Schönrain sollte nach Philipps Wille die Schwester seines Vaters, Amalie, die Gattin des Grafen Philipp von Isenburg-Ronneburg, erben. Schönrain fiel 1574 somit an ihre Neffen Georg, Wolfgang und Heinrich (1537–1601).
Auch sie starben kinderlos, Schönrain ging als heimgefallenes Lehen zurück an den Würzburger Fürstbischof Julius Echter von Mespelbrunn und wurde würzburgischer Amtssitz.
Der Fürstbischof setzte einen Amtmann in das verlassene Bergschloss, der mit einem Jäger den Wald und die zugehörigen Orte Hofstetten, Massenbuch und Halsbach zu verwalten hatte.
Nach der Säkularisation des Frankenlandes wurde Schönrain königlich-bayrisches Forstamt.
1818 wurde dessen Sitz nach Massenbuch verlagert.
Zum Bau des dortigen Forstamtes ließ die Behörde den Dachstuhl des Bergschlosses abbrechen um das brauchbare Material zu verwenden.
In den darauffolgenden Jahren wurde Schönrain zur Ruine, da die Bauern der Nachbarorte sich holten, was brauchbar erschien. So finden sich heute in Wiesenfeld, Hofstetten und Massenbuch Überreste des ehemaligen Hirsauer Priorats.

## Trivia
Die Burgruine Schönrain ist einer der Schauplätze in der „Roadnovel“ Mein schlimmster schönster Sommer von Stefanie Gregg.